# NN-114
La carretera NN‑114 es una vía departamental secundaria que atraviesa zonas rurales del departamento de Chontales. Esta carretera facilita el acceso entre comunidades remotas cercanas a El Coral.

## Trazado y cruces
| km   | Localidad / Punto  | Departamento | Conexión / Ruta |
| ---- | ------------------ | ------------ | --------------- |
| 0,0  | Comunidad El Cedro | Chontales    | NN 113          |
| 13,1 | Las Cañas          | Chontales    | Camino rural    |

## Coordenadas
Uno de los tramos de la NN‑114 puede ser encontrado en las coordenadas: 11°42′19″N 84°26′48″O / 11.7053, -84.4467